# Богунове (село)
Богу́нове (у минулому Ней-Кандель, Богунці, Богунське, Богданське, Феліксдорф) — село Коноплянської сільської громади в Березівському районі Одеської області в Україні. Населення становить 788 осіб.

## Населення
Засноване у 1872 році переселенцями з колонії Кандель. Згідно з переписом 1989 року населення села становило 676 осіб, з яких 323 чоловіки та 353 жінки.
За переписом населення 2001 року в селі мешкало 777 осіб.

### Мова
Розподіл населення за рідною мовою за даними перепису 2001 року:
| Мова       | Відсоток |
| ---------- | -------- |
| українська | 93,78 %  |
| російська  | 4,57 %   |
| білоруська | 0,51 %   |
| болгарська | 0,51 %   |
| молдовська | 0,38 %   |
| гагаузька  | 0,25 %   |

## Відомі люди
- Кириленко Михайло Григорович — художник-живописець, колишній викладач Хотинської художньої школи.